# Southern Highlands
Prowincja Southern Highlands (ang. Southern Highlands Province) – prowincja Papui-Nowej Gwinei, położona w środkowej części wyspy Nowa Gwinea. Ośrodkiem administracyjnym prowincji jest miasto Mendi. W 2011 była to najludniejsza prowincja kraju. 17 maja 2012 od Southern Highlands odłączono dystrykty Komo-Margarima, Koroba-Lake Kopiago i Tari-Pori i utworzono z nich prowincję Hela.